# 荷兰国际广播电台

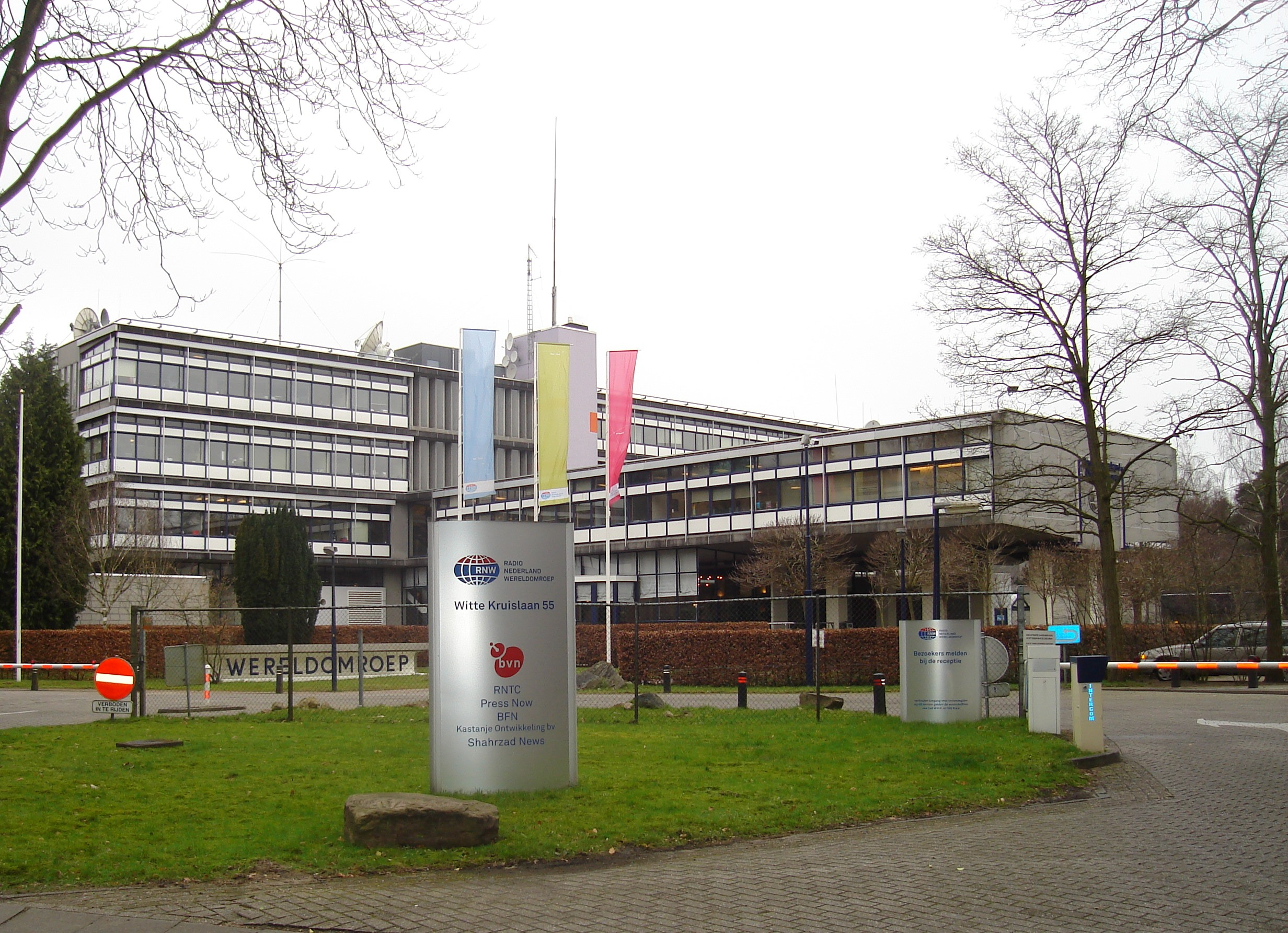
荷兰国际电台办公大楼

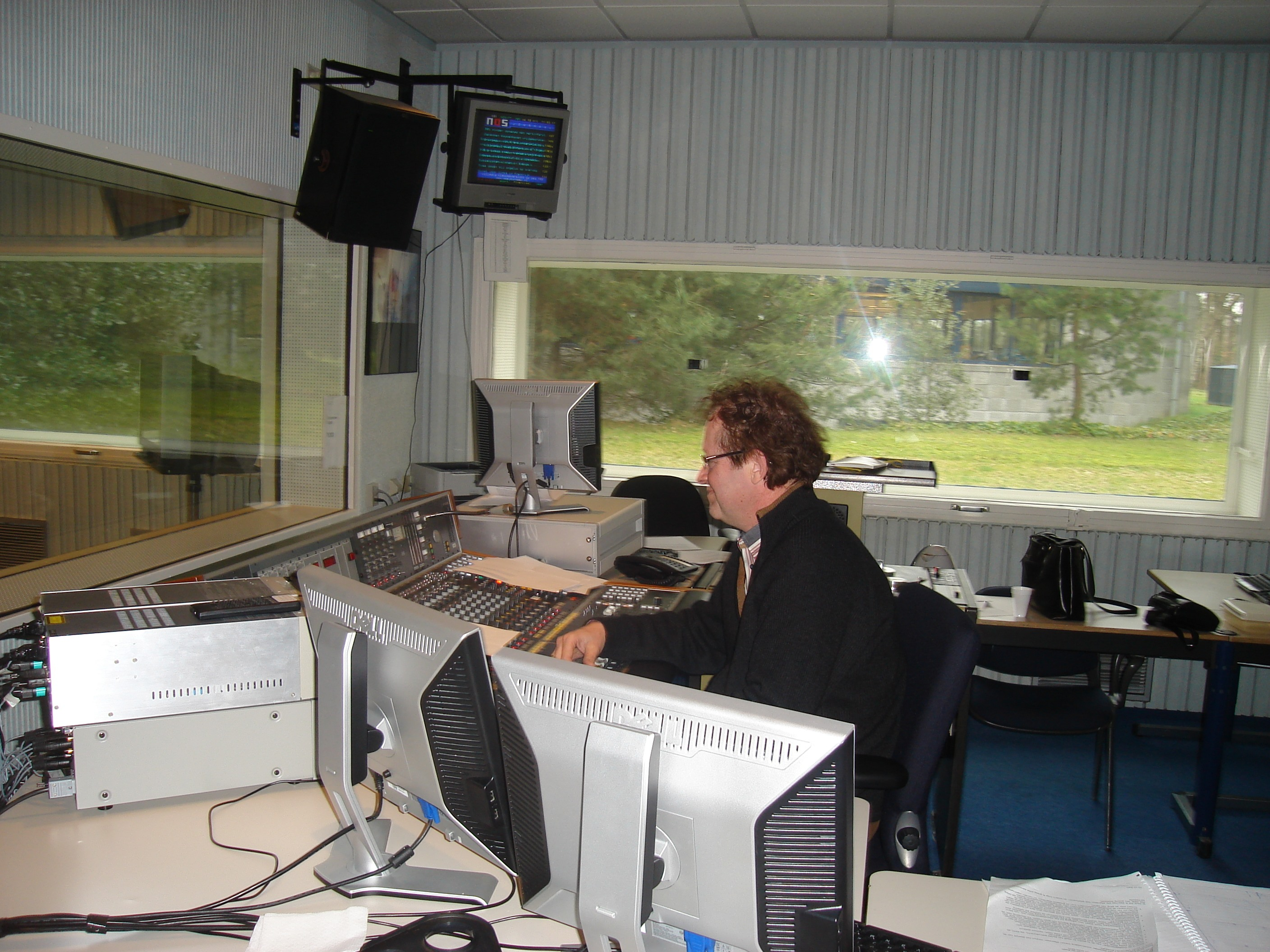
荷兰国际电台播音室

荷兰国际电台（英語：Radio Netherlands Worldwide，简写）是一个独立的，国际化的多媒体组织，是荷兰官方的国际广播电台。它每周7天，每天24小时，用十种不同的语言向全世界播出广播节目，并组织各种活动，每周覆盖人群达5千万。
该电台的中文网站旨在向对荷兰感兴趣的中国人（例如学生和商务人士）提供荷兰的社会，政治，经济，文化，体育和旅游等方面的新闻和信息。2012年6月，英文短波广播停播。
其中文网因为报道敏感新闻而曾在中国大陆被官方防火长城封锁，但是英文及其他语言的网页可以正常访问。

## 外部連結
- 荷兰在线（中文）